# NGC 6571
NGC 6571 é uma galáxia elíptica (E-S0) localizada na direcção da constelação de Hercules. Possui uma declinação de +21° 14' 21" e uma ascensão recta de 18 horas, 10 minutos e 49,3 segundos.
A galáxia NGC 6571 foi descoberta em 27 de Julho de 1864 por Albert Marth.